# Awn Shawkat Al-Khasawneh
Awn Shawkat Al-Khasawneh (nascido em 22 de fevereiro de 1950) é o  ex-primeiro-ministro da Jordânia. Foi juiz na Corte Internacional de Justiça a partir de 2000, e foi reeleito para servir durante outro período de nove anos em 6 de novembro de 2008.

## Carreira
Nascido em Amã, Al-Khasawneh recebeu sua educação universitária no Queens' College, da Universidade de Cambridge, Inglaterra, onde obteve uma licenciatura em História e Direito, e uma mestria em Direito Internacional. De 1980 até 1990 ocupou altos cargos jurídicos no Ministério Jordaniano de Assuntos Exteriores. Desde 1991 até 1994, foi assessor jurídico da delegação de Jordânia nas negociações de paz com Israel.
Em 1995, Al-Khasawneh foi assessor do rei de Jordânia e Assessor do Estado de Direito Internacional, com categoria de ministro do gabinete. Foi nomeado Presidente da Corte Real Hachemita desde 1996 até 1998. Al-Khasawneh também foi membro de numerosos organismos de direito internacional durante sua carreira.
Começou a servir na Corte Internacional de Justiça em 6 de fevereiro de 2000, e serviu como vice-presidente do Corte desde 2006 a 2009.
Em 17 de outubro de 2011, foi nomeado pelo rei Abdullah II como primeiro-ministro, em substituição a Marouf al-Bakhit, que era acusado de corrupção. O jornal The Guardian informou que Khasawneh tem uma reputação como um político honesto e é um reconhecido especialista em leis.